# 바젠호른 (베른 알프스)
바젠호른(독일어: Wasenhorn)은 발레주의 블리칭엔 북쪽에 위치한 베른 알프스의 산이다. 이 산은 피셔 빙하의 계곡과 주요 론 계곡을 구분하는 오버아어로톤 남쪽 범위에 있다.